# Sanchezia conferta
Sanchezia conferta là một loài thực vật có hoa trong họ Ô rô. Loài này được Leonard miêu tả khoa học đầu tiên năm 1932.